# 李笛
李 笛（イ・ジョク、朝鮮語: 이적、1974年2月28日 - ）は、韓国の歌手、作詞・作曲家である。本貫は青海李氏。

## 概要
1994年、ソウル大学に入学し、1995年、キム・ジンピョとともにパニックで活動。デビュー曲の『かたつむり』が大ヒットで当時韓国の人気歌手の隊列に合流。
- 1997年8月、キム・ドンリュルとプロジェクトカーニバルを結成し、映像音盤賞を受賞。
- 2003年、兵役をおえ、ソウル大学を卒業。本格的なソロ活動をはじめ『2笛』を発表。
- 2008年、3集『木で作った歌』を発表し、韓国大衆音楽賞で今年の音盤、今年の音楽、最優秀ポップ、最優秀ポップ音盤部門で受賞。
- 2010年、4集『愛』を発表。
- 2013年、5集『孤独の意味』を発表。

## アルバム

### オリジナルアルバム
- 5集 『孤独の意味』(2013年 11月 15日)
- 4集 『愛』(2010年 9月 30日)
- 3集 『木で作った歌』(2007年 4月 19日)
- 2集 『2笛』(2003年 5月 16日)
- 1集 『Dead End』(1999年 6月 26日)

### パニック活動でのアルバム
- パニック 4集 『Panic 04』(2005年 12月 8日)
- 『Best Of Panic』 (2000年)
- パニック 3集 『Sea Within』(1998年 5月 16日)
- パニック 2集 『밑』(1996年 2月 17日)
- パニック 1集 『달팽이』(1995年 10月 7日)

## 受賞
| 年度   | 受賞 |
| ------ | --- |
| 2013年 | - 嘘、嘘、嘘 - 11月29日 KBS 『ミュージックバンク』 K-Chart 一位 |
| 2008年 | - 木で作った歌 - 韓国大衆音楽賞 総合分野 今年の音盤 - 韓国大衆音楽賞 ジャンル分野 最優秀ポップ音盤 - よかった - 韓国大衆音楽賞 総合分野 今年の歌 - 韓国大衆音楽賞 総合分野 最優秀ポップ |
| 1996年 | - かたつむり - 4月17日 KBS 『歌謡トップ10』 一位 - 4月24日 KBS 『歌謡トップ10』 一位（二週連続） - 5月1日 KBS 『歌謡トップ10』 一位（三週連続）                                         |